# Кривошеинское сельское поселение
Кривоше́инское се́льское поселе́ние — муниципальное образование в Кривошеинском районе Томской области Российской Федерации.
Административный центр — село Кривошеино.

## История
Статус и границы сельского поселения установлены Законом Томской области от 10 сентября 2004 года № 203-ОЗ О наделении статусом муниципального района, сельского поселения и установлении границ муниципальных образований на территории Кривошеинского района.

## Население
| 2010  | 2012  | 2013  | 2014  | 2015  | 2016  | 2017  |
| ----- | ----- | ----- | ----- | ----- | ----- | ----- |
| 6044  | ↘5927 | ↘5882 | ↗5900 | ↘5845 | ↘5826 | ↘5815 |
| 2018  | 2019  | 2020  | 2021  |       |       |       |
| ↘5751 | ↘5663 | ↘5638 | ↗5691 |       |       |       |

## Состав сельского поселения
| № | Населённый пункт | Тип населённого пункта       | Население |
| - | ---------------- | ---------------------------- | --------- |
| 1 | Жуково           | село                         | ↘323      |
| 2 | Кривошеино       | село, административный центр | ↘5257     |
| 3 | Новоисламбуль    | деревня                      | ↘111      |

### Упразднённые населённые пункты
- Айканчево
- Бровцево
- Старая Обь
- Тугулино